# Sainte-Cécile-du-Cayrou
Sainte-Cécile-du-Cayrou település Franciaországban, Tarn megyében. Lakosainak száma 120 fő (2022. január 1.). Sainte-Cécile-du-Cayrou Castelnau-de-Montmiral, Saint-Beauzile és Le Verdier községekkel határos.

## Népesség
A település népessége az elmúlt években az alábbi módon változott:
| Lakosok száma | 120  | 118  | 113  | 111  | 111  | 109  | 115  | 120  |
|               | 2013 | 2015 | 2017 | 2018 | 2019 | 2020 | 2021 | 2022 |